# Hütte Tinghausen
Die Hütte Tinghausen ist eine Schutzhütte der Sektion Lüdenscheid des Deutschen Alpenvereins (DAV). Sie liegt im Rothaargebirge in Deutschland. Es handelt sich um eine Selbstversorgerhütte. Sie ist ganzjährig geöffnet.

## Geschichte
Die Sektion Lüdenscheid wurde am 5. Februar 1924 in Lüdenscheid im Lokal Alberts in der Kölner Str. als Sektion Lüdenscheid des Deutschen und Österreichischen Alpenvereins (DuOeAV) gegründet. Die Sektion Lüdenscheid suchte in der Nähe einen Stützpunkt. Nach längerer Suche fand man ein ehemaliges Waldarbeiterhaus aus dem ursprünglichen Besitz der Neuenhofer. Jetzt war es Eigentum eines Bauern der das Haus gerne verpachtet hätte. Auf die gewünschte Zeit von 10 Jahren konnte sich der Verein nicht einlassen wegen der zu hohen Investitionen. Man einigte sich auf 15 Jahre. Das ganze Haus musste restauriert werden. Alle Arbeiten, von der Wasserinstallation bis zur elektrische Anlage, konnten ohne Inanspruchnahme eines Unternehmens ausgeführt werden. Am 5. August 1972 wurde die Hütte auf allgemeinen Wunsch mit einem Picknick eröffnet und eingeweiht.

## Lage
Die Hütte Tinghausen befindet sich in Lüdenscheid, sie ist eine Kreisstadt im Märkischen Kreis in Nordrhein-Westfalen.

## Zustieg
Es existiert ein Parkplatz am Haus.

## Tourenmöglichkeiten
- Rhader Mühle Rundweg, Wanderung, Sauerland, 7,3 km, 1,5 Std.
- Schloss Neuenhof – aussichtsreicher Rundweg durch eine abwechslungsreiche Hügellandschaft, Wanderung, Sauerland, 15,6 km, 4,5 Std.
- Rundwanderweg A1 Lüdenscheid (Ahelle), Wanderung, Sauerland, 5,9 km, 3 Std.
- Rundwanderweg A2 Lüdenscheid (Ahelle), Wanderung, Sauerland, 8,2 km, 4 Std.
- Rundwanderweg A3 (Schloss Neuenhof), Wanderung, Sauerland, 6,2 km, 2,2 Std.
- Runde rund um Schloss Neuenhof, Wanderung, Sauerland, 20,5 km, 5,5 Std.
- Aussichtsreiche Tour bei Lüdenscheid unterwegs gibt es viel zu entdecken, Wanderung, Sauerland, 21,5 km, 6,1 Std.[3]

## Klettermöglichkeiten
- Klettern im Sauerland.[4]
- Klettergebiete im Sauerland.[5]

## Skifahren
- Skigebiete im Sauerland.[6]
- Wintersport-Arena Sauerland.[7]

## Karten
- Kompass Karten Märkischer Kreis – Ebbegebirge – Sauerland: Wanderkarte mit Aktiv Guide und Radrouten. GPS-genau. 1:50.000 (KOMPASS-Wanderkarten, Band 749) Taschenbuch – Gefaltete Karte. ISBN 978-3-85026-476-1
- Sauerland Höhenflug, Meinerzhagen / Altena – Korbach: Leporello Wanderkarte mit Ausflugszielen, Einkehr- & Freizeittipps, wetterfest, reissfest, 1:25.000 (Leporello Wanderkarte: LEP-WK) Landkarte – Gefaltete Karte. ISBN 978-3-89920-517-6